# Mesotrosta
Mesotrosta là một chi bướm đêm thuộc họ Noctuidae.

## Loài
- Mesotrosta incerta Staudinger, 1892
- Mesotrosta ingobilis Boursin, 1954
- Mesotrosta signalis (Treitschke, 1829)